# Smittoidea incucula
Smittoidea incucula är en mossdjursart som beskrevs av Hayward och Ryland 1995. Smittoidea incucula ingår i släktet Smittoidea och familjen Smittinidae. Inga underarter finns listade i Catalogue of Life.